# Nainital (stad)
Nainital is een stad en gemeente in het district Nainital van de Indiase staat Uttarakhand. 

## Demografie
Volgens de Indiase volkstelling van 2001 wonen er 38.559 mensen in Nainital, waarvan 54% mannelijk en 46% vrouwelijk is. De plaats heeft een alfabetiseringsgraad van 81%. 

## Geboren
- Hastings Lionel Ismay (1887-1965), Brits militair en secretaris-generaal van de NAVO (1952-1957)